# Горный хамелеон
Горный хамелеон (лат. Trioceros montium) — вид ящериц из семейства хамелеонов. Эндемик Камеруна в Западной Африке. Обитает в горных тропических лесах.

## Описание
Общая длина тела самцов может достигать 25 см, самок — 20 см. Отличительной чертой самцов являются два длинных, закрученных рога, расположеных чуть выше верхней челюсти, которые они используют для турниров между собой, и волнистая кожная складка на спине и на основании хвоста, поддерживаемая сильно развитыми остистыми отростками позвонков. Горный хамелеон обычно имеет зеленоватый цвет с отметинами других цветов, в состоянии стресса обычно становится коричневым, а самцы часто становятся голубоватыми при демонстрационном поведении. Яйцекладущий вид.

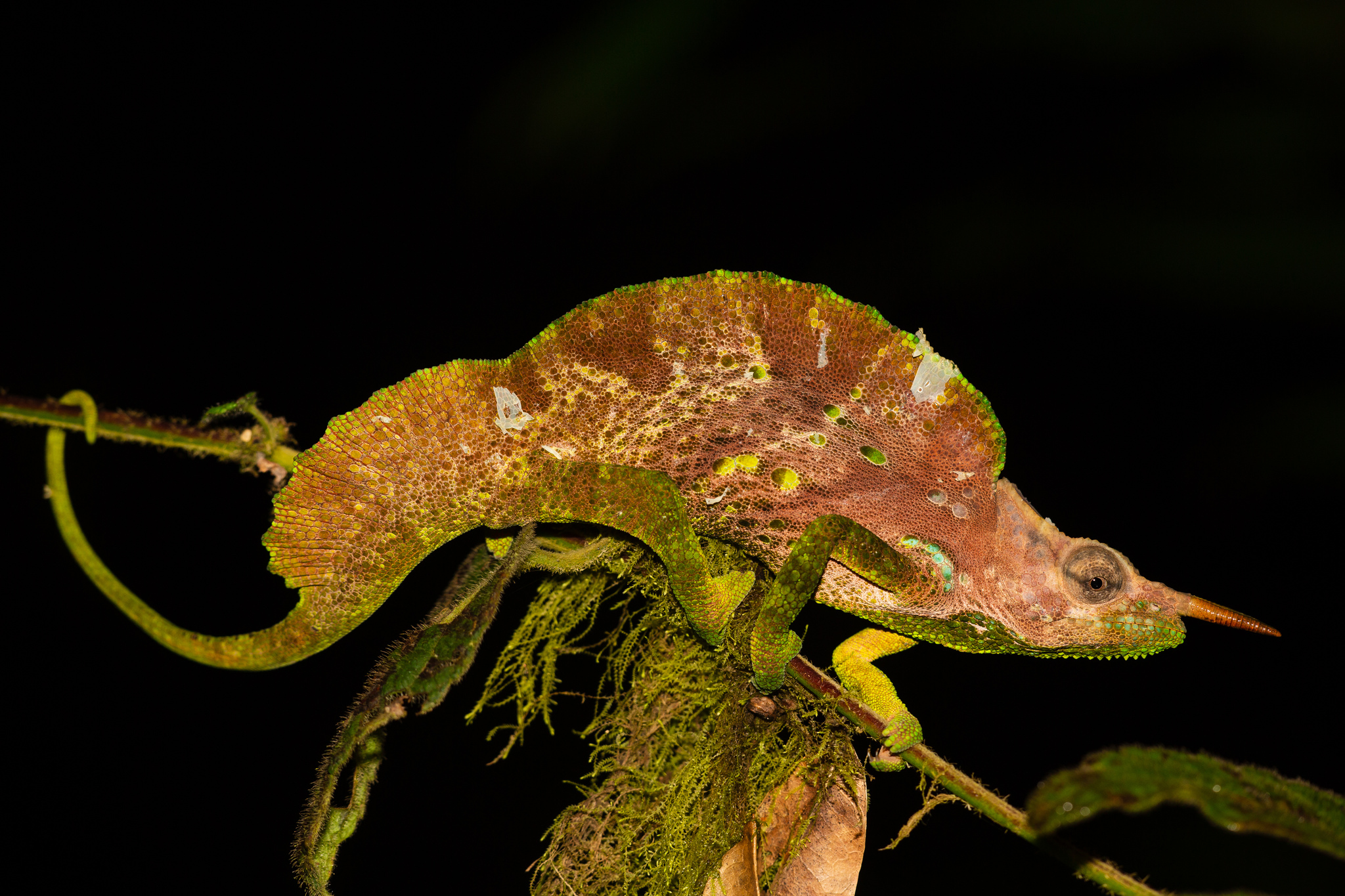
Самец горного хамелеона

## Ареал и места обитания
Горный хамелеон является эндемиком западного Камеруна в Западной Африке, где встречается только в камерунских высокогорных лесах, расположенных в том числе на горе Камерун и горе Купе, горных массивах Манегуба и Румпи-Хиллс. Обитает почти исключительно в тропических лесах на высоте от 700 до 1900 м над уровнем моря. Поскольку большая часть высокогорий Камеруна покрыта обширными саваннами и лугами, количество мест, подходящих для обитания этого вида в этом регионе, достаточно ограничено. В связи с этим предполагается, что популяции горного хамелеона присутствуют лишь в нескольких местах, несмотря на то, что общая площадь ареала этого вида составляет около 10 000 км². Помимо естественных местообитаний, горный хамелеон встречается также в антропогенных ландшафтах: на небольших фермах, в садах и придорожных изгородях.

## Популяция и основные угрозы
В некоторых частях ареала численность горных хамелеонов сократилась. В частности, сообщается о снижении количества этих животных в окрестностях горы Камерун, возможно, из-за чрезмерного их вылова для международной торговли домашними животными. В то же время, в других частях ареала, включая гору Нлонако, этот вид встречается в изобилии.
Этот вид имеет небольшой размер ареала, а из-за его очень специфических требований к среде обитания и высоте он уязвим перед изменением и деградацией среды обитания и изменением климата. Представляет угрозу для этого вида также постоянно расширяющаяся сельскохозяйственная деятельность в высокогорьях Камеруна. Кроме того, этих хамелеонов вылавливают в природе для продажи на международном рынке домашних животных. По некоторым данным, в период с 2005 по 2008 год из Камеруна было вывезено и продано 1545 живых особей этого вида.

## Охрана
Горный хамелеон внесен в Приложение II СИТЕС. Международным союзом охраны природы и природных ресурсов он отнесен к видам, близким к уязвимому положению. Он не встречается ни на каких охраняемых территориях, для предотвращения дальнейшей деградации и изменения среды его обитания необходимо выявление мест его обитания и создание на них охраняемых территорий. Необходимы также дальнейшие исследования для мониторинга численности его популяции, чтобы определить, ускоряются ли наблюдаемые локальные сокращения и происходят ли они по всему ареалу. Несмотря на внесение этого вида в список СИТЕС, требуется дополнительная работа для контроля уровня вылова.

## Систематика
Ранее выделяли два подвида горного хамелеона — Chamaeleo montium montium и Chamaeleo montium grafi. В настоящее время подвидов не выделяют. Видовое научное название montium на латыни означает «горный», дано из-за распространения этого вида в горах Камеруна.

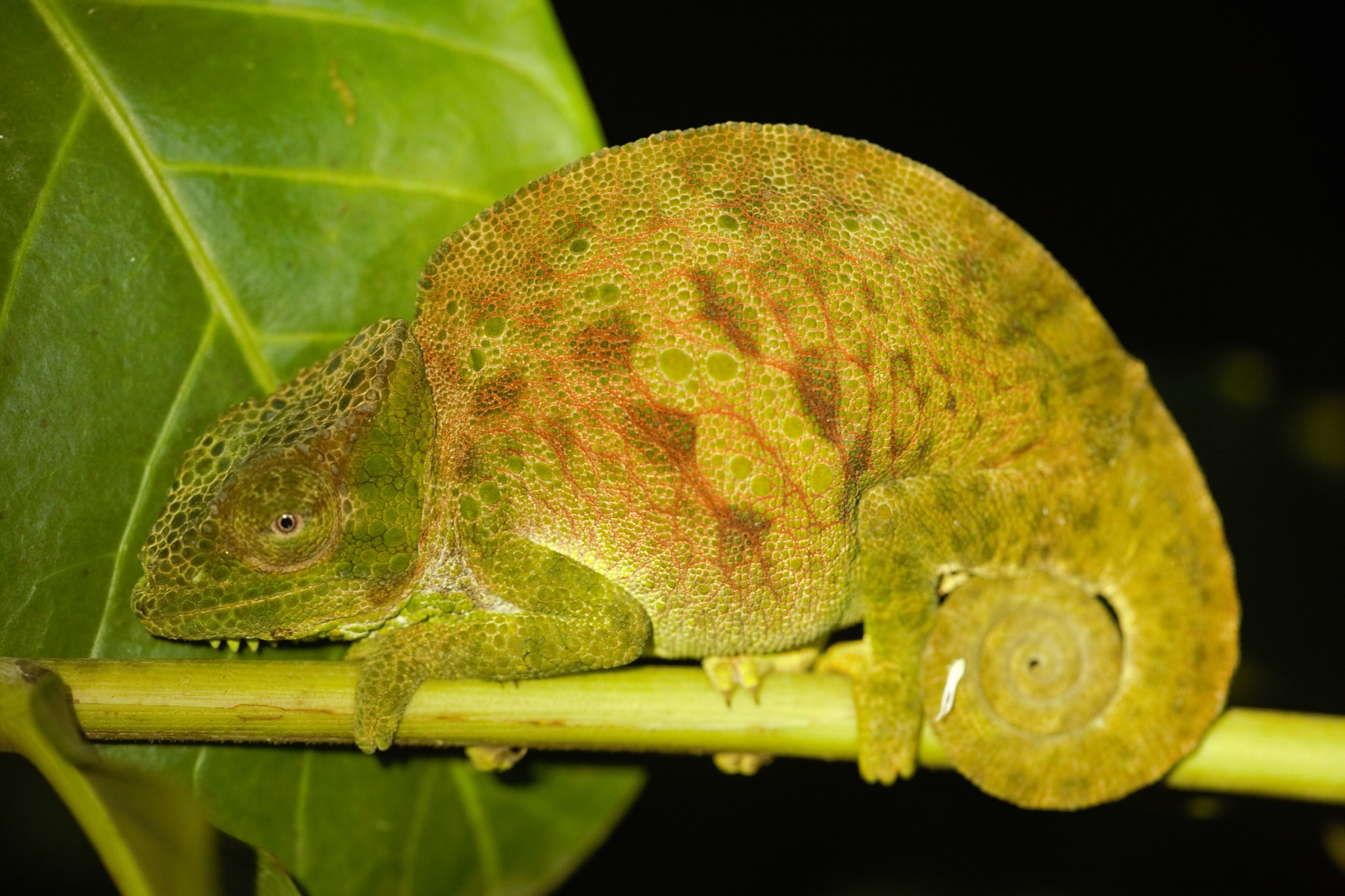
Самка
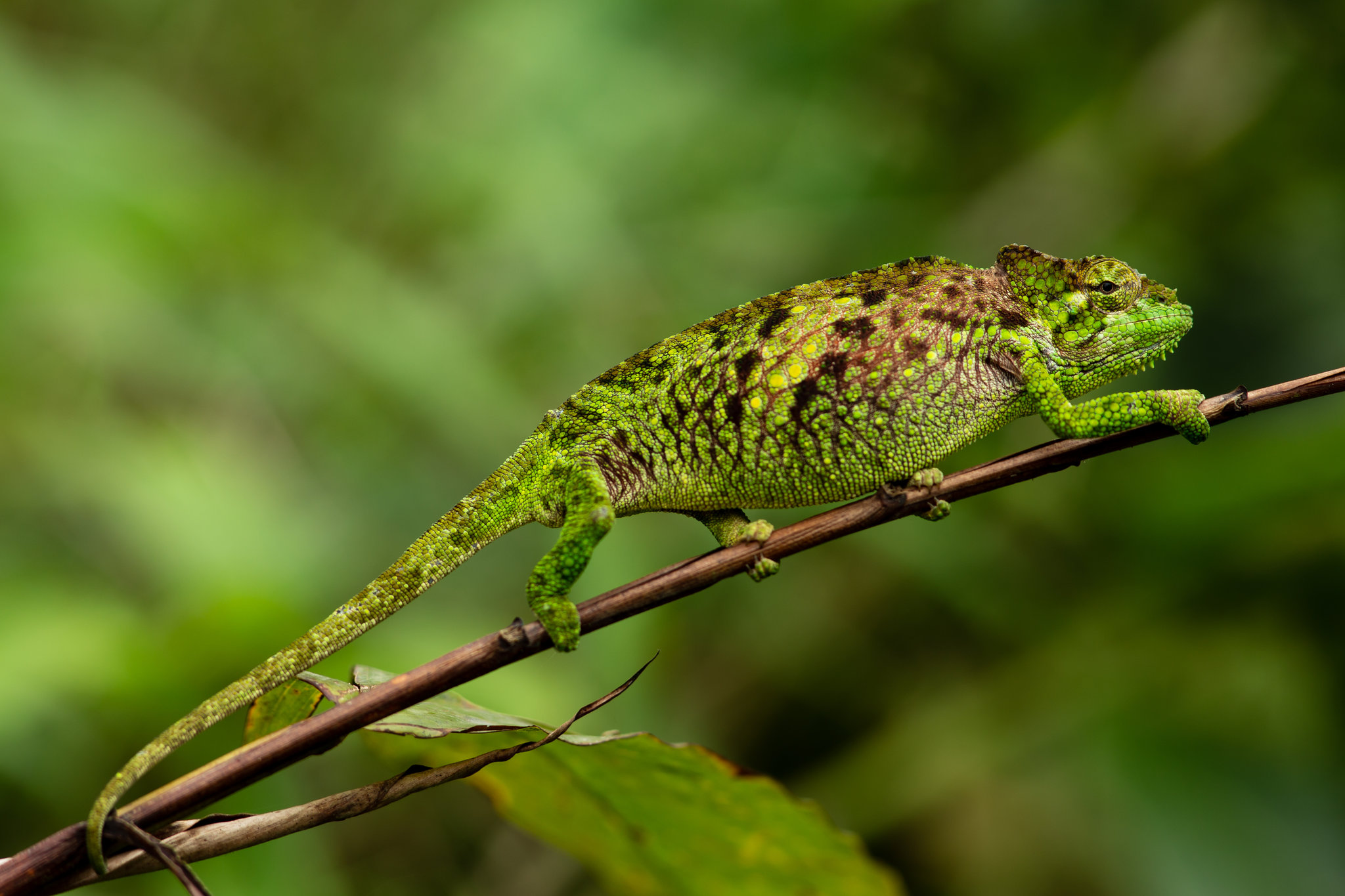